# Phytomyptera curriei
Phytomyptera curriei är en tvåvingeart som först beskrevs av Townsend 1916.  Phytomyptera curriei ingår i släktet Phytomyptera och familjen parasitflugor.
Artens utbredningsområde är Utah. Inga underarter finns listade i Catalogue of Life.